# Contencios administrativ

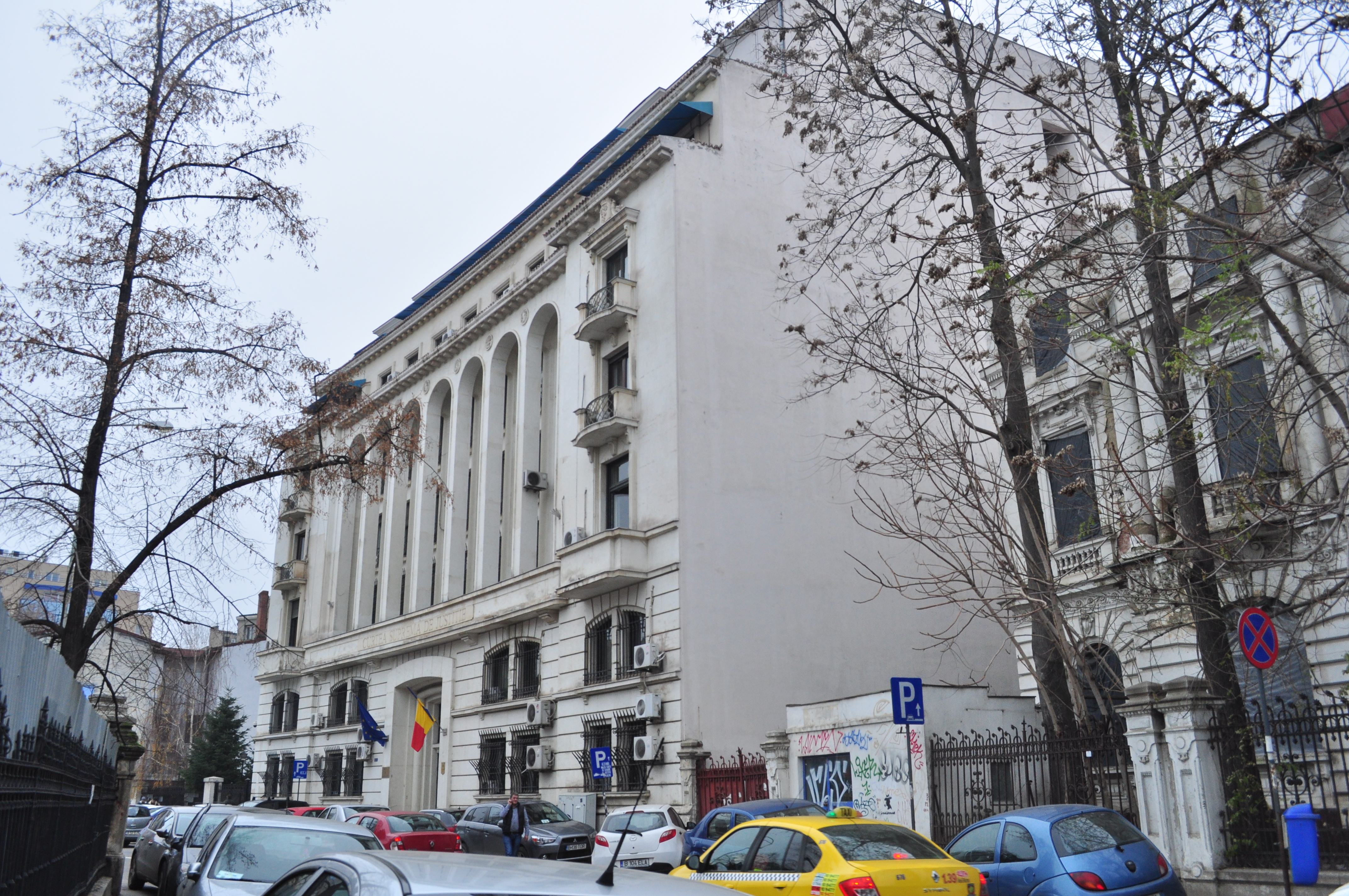
Înalta Curte de Casație și Justiție, curtea supremă a României, are competență de contencios administrativ.

Contenciosul administrativ face referire la acel litigiu ce are loc între o autoritate a administrației publice și o persoană, fizică sau juridică, a cărei drept subiectiv sau interes legitim este atins în vreun mod de oricare dintre actele administrative emise de autoritatea pârâtă.

## Subiecte de drept
Orice persoană care se consideră în vreun mod vătămată în exercitarea dreptului său sau a unuia dintre interesele sale legitime, fie el privat sau public, de către o autoritate a administrației publice prin intermediul unui act administrativ emis de aceasta sau a nesoluționării în termen legal a unei cereri, se poate adresa unei instanțe de contencios administrativ competente, cu scopul recunoașterii dreptului său, a anulării actului în cauză, și a reparării oricăror pagube care i-ar fi putut fi cauzate. De asemenea, tot în ceea ce privește subiecții de drept persoane vătămate, se pod adresa instanței de contencios administrativ și persoanele terțe, cărora actul administrativ individual nu li s-a adresat în mod direct.